# Prameny
Prameny, (in tedesco Sangerberg) è un comune della Repubblica Ceca facente parte del distretto di Cheb, nella regione di Karlovy Vary.

## Geografia fisica
I comuni limitrofi sono Rovna, Dolni Lazy e Horni Lazy ad ovest, Ehrlich, Cista, Vranov, Milire, Lobzy, Krásný Lán, Hruskova e Tridomi a nord, Nova Ves, Kyselka, Krasno, Mnichov, Bohuslav e Becov nad Teplou ad est e Sitiny e Závišín.

## Storia
La prima menzione scritta del villaggio risale al 1357. È nato dalla fusione di tra piccoli villaggi della zona. Nel basso Medioevo vennero fondate miniere d'argento e stagno. Dal XVI al XVIII secolo, nel villaggio incrementò notevolmente l'attività edilizia; in particolare aumentò il numeto di case e venne costruito il municipio.

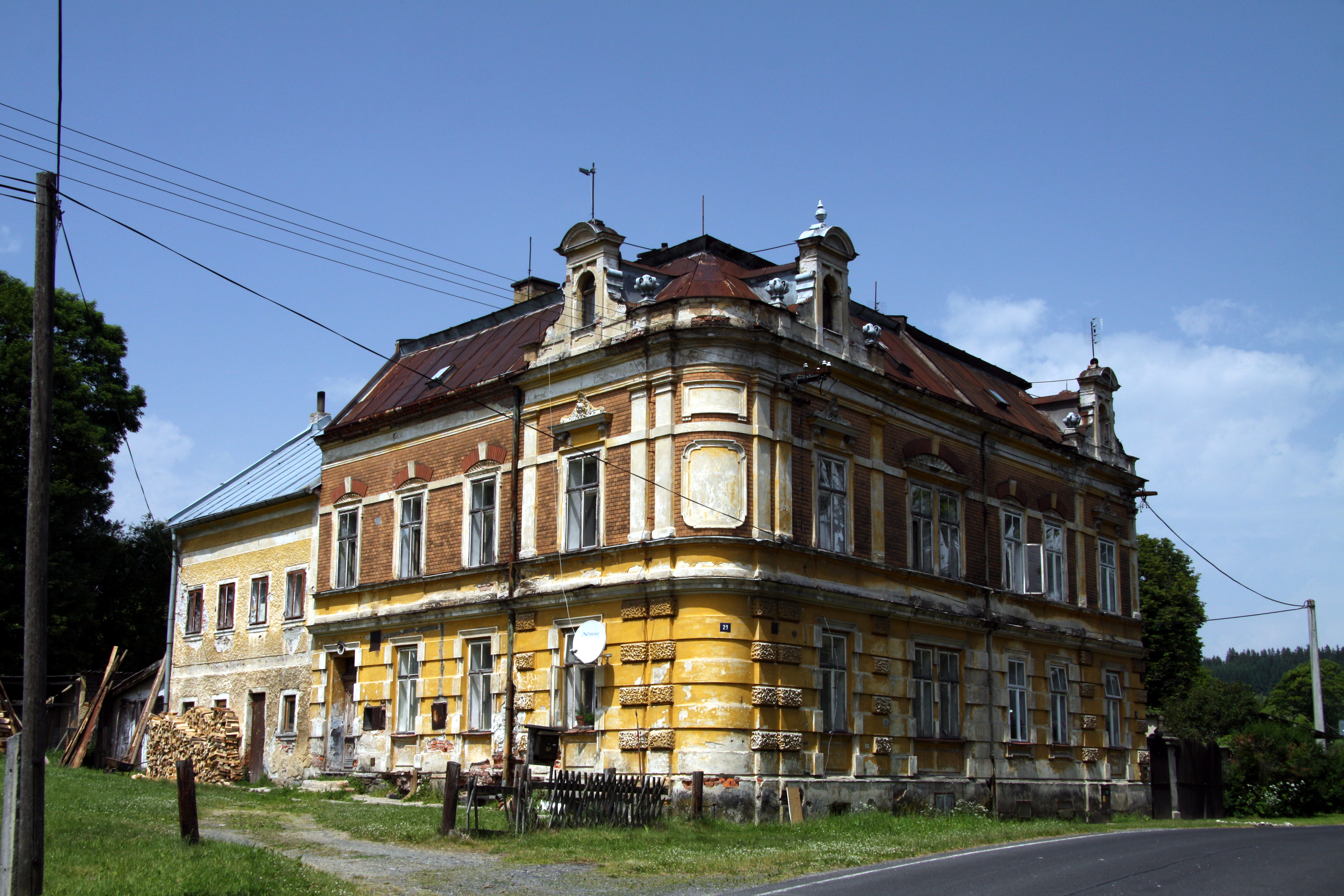

Dopo il XVIII secolo il settore minerario non diede più frutti, così la popolazione si concentrò su altre attività quali l'agricoltura ed il commercio. Già nel XVI secolo la popolazione scovò diverse sorgenti minerarie nel villaggio. Durante la seconda guerra mondiale nel comune risiedevano circa 3.000 persone, vi era una scuola pubblica, una banca, tre alberghi, venti locande, un teatro gestito dal municipio, un cinema, palestre e associazioni turistiche. Nonostante fosse un comune cecoslovacco, tuttavia, stando alle fonti, nel periodo tra le due guerre la maggior parte della popolazione era di etnia tedesca.
Negli anni 1949-1954 l'attività lavorativa si concentrò nelle miniere di uranio. Tra il 1946 ed il 1958 furono demolite 265 case. Di 274 case dal 1930 ne rimasero, fino al 1950, solo 27, ma vennero conservati il municipio ed una statua di San Giovanni Nepomuceno del 1883.
Per le elezioni comunali del 12 dicembre 2009 stranamente non si è proposto nessun candidato, così venne incaricato un portavoce del ministero degli Interni (fu il primo caso del genere nella Repubblica Ceca dal 1989). Una possibile soluzione proposta è stato l'annuncio di nuove elezioni comunali nel gennaio del 2010, un'altra è che il comune verrà controllato dal Ministero degli Interni a tempo indeterminato.

## Monumenti
- Fortezza Kaiserruhe, ora sito archeologico
- Statua di San Giovanni Nepomuceno, risalente al 1883
- Chiesa di S. Linhart nel centro della piazza, a sud-est del municipio, con navata a pianta longitudinale e una torre a forma di prisma nella facciata ovest. Originariamente gotica, la parte più antica risale al 1357. È stata ricostruita e rivista negli anni 1615-1618 e 1692. Dopo il 1950 è stata demolita[4]
- Municipio in stile tardo barocco del 1870, con torre adiacente[4]

## Società

### Evoluzione demografica
| Anno        | 1872 | 1921 | 1930 | 1950 | 1961 | 2006 | 2007 | 2011 |
| ----------- | ---- | ---- | ---- | ---- | ---- | ---- | ---- | ---- |
| Popolazione | 2415 | 1381 | 1527 | 300  | 181  | 143  | 141  | 143  |